# Moa Boström Müssener
Moa Boström Müssener (ur. 2 sierpnia 2001 w Uppsali) – szwedzka narciarka alpejska, dwukrotna medalistka mistrzostw świata juniorów.

## Kariera
Po raz pierwszy na arenie międzynarodowej pojawiła się 25 listopada 2017 roku w Kåbdalis, gdzie w zawodach FIS zajęła szóste miejsce w gigancie. W 2021 roku wzięła udział w mistrzostwach świata juniorów w Bansku, zdobywając srebrny medal w slalomie. Zajęła tam również siódme miejsce w gigancie i piętnaste w supergigancie. Ponadto podczas mistrzostw świata juniorów w Panoramie rok później wywalczyła brązowy medal w slalomie.
W Pucharze Świata zadebiutowała 12 stycznia 2021 roku we Flachau, gdzie nie ukończyła pierwszego przejazdu w slalomie. Pierwsze punkty zdobyła 29 grudnia 2021 roku w Lienzu, zajmując w tej samej konkurencji 26. miejsce.

## Osiągnięcia

### Mistrzostwa świata juniorów
| Miejsce | Dzień    | Rok  | Miejscowość | Konkurencja | Czas biegu | Strata | Zwyciężczyni          |
| ------- | -------- | ---- | ----------- | ----------- | ---------- | ------ | --------------------- |
| DNF2    | 11 marca | 2020 | Narwik      | Gigant      | 2:04,91    | –      | Sara Rask             |
| 15.     | 8 marca  | 2021 | Bansko      | Supergigant | 53,32      | +1,98  | Lena Wechner          |
| 7.      | 9 marca  | 2021 | Bansko      | Gigant      | 1:46,54    | +1,60  | Hanna Aronsson Elfman |
| 2.      | 10 marca | 2021 | Bansko      | Slalom      | 1:40,24    | +0,20  | Sophie Mathiou        |
| 8.      | 7 marca  | 2022 | Panorama    | Drużynowo   | -          | -      | Kanada                |
| 3.      | 8 marca  | 2022 | Panorama    | Slalom      | 1:39,88    | +1,21  | Zrinka Ljutić         |

### Puchar Świata

#### Miejsca w klasyfikacji generalnej
- sezon 2020/2021: -
- sezon 2021/2022: 120.

#### Miejsca na podium w zawodach
Boström Müssener nie stanęła na podium zawodów PŚ.